# Мартинюк Петро Миколайович
Мартинюк Петро Миколайович (нар. 29 серпня 1974) — український науковець і педагог, доцент, кандидат фізико-математичних наук.

## Біографія
В 1991 році закінчив школу № 4 в м. Рівне. В тому ж році поступив на перший курс факультету математики та інформатики Рівненського державного педагогічного інституту, який закінчив з відзнакою в 1996 році. Будучи студентом, став призером Всеукраїнської олімпіади з математики серед студентів педагогічних вузів.
З 1996 по 1997 рік працював в Рівненському палаці дітей та молоді.
В 1997 вступив до аспірантури Рівненського державного технічного університету.
У 2002 році захистив кандидатську дисертацію «Математичне моделювання фільтраційної консолідації ґрунтів з урахуванням впливу переносу солей» за спеціальністю 01.05.02 «математичне моделювання та обчислювальні методи» і здобув науковий ступінь кандидата фізико-математичних наук.
З 2000 працює на кафедрі прикладної математики Національного університету водного господарства та природокористування на посадах: асистента, старшого викладача, доцента.
Одружений, виховує двох синів.
Автор трьох монографій та п'яти посібників. Опублікував більше 100-та науково-методичних праць. Керує науковою роботою аспірантів.

## Коло наукових інтересів
- математичне моделювання фільтраційної консолідації ґрунтів;
- математичне моделювання переносу багатокомпонентних хімічних розчинів в пористих середовищах;
- математичне моделювання зсувів ґрунтових масивів;
- математичні моделі фільтраційного руйнування ґрунтів та ґрунтових споруд;
- безсіткові чисельні методи наближеного розв'язання крайових задач для рівнянь математичної фізики.

## Викладає такі дисципліни
- рівняння математичної фізики;
- методи оптимізації та дослідження операцій;
- теорія систем та математичне моделювання;
- спеціалізовані мови програмування;
- чисельні методи скінчених та граничних елементів;
- чисельні методи прикладної математики (проекційно-сіткові та безсіткові методи математичної фізики).